# Comarca de Ourense
Ourense is een comarca van de Spaanse provincie Ourense, gelegen in de autonome regio Galicië. De hoofdstad is Ourense.

## Gemeenten
Allariz, Amoeiro, Barbadás, Coles, Esgos, Nogueira de Ramuín, Ourense, O Pereiro de Aguiar, A Peroxa, San Cibrao das Viñas, Taboadela, Toén en Vilamarín.